# Tenaphalara camerunus
Tenaphalara camerunus är en insektsart som först beskrevs av Aulmann 1912.  Tenaphalara camerunus ingår i släktet Tenaphalara och familjen Carsidaridae. Inga underarter finns listade i Catalogue of Life.